# Grande Prêmio da Alemanha de 1985
Resultados do Grande Prêmio da Alemanha de Fórmula 1 realizado em Nürburgring em 4 de agosto de 1985. Nona etapa do campeonato, foi vencido pelo italiano Michele Alboreto, da Ferrari, com Alain Prost em segundo pela McLaren-TAG/Porsche e Jacques Laffite em terceiro pela Ligier-Renault.

## Resumo
Ao marcar o melhor tempo nos treinos de sexta-feira, o italiano Teo Fabi terminou por conquistar a primeira pole position de sua carreira e também da Toleman graças à sua decisão de ir à pista antes que chovesse em Nürburgring naquele mesmo dia e também no sábado.
Merece destaque a presença de três carros da Renault no grid de largada, pois além de Derek Warwick e Patrick Tambay (titulares da equipe) a equipe francesa inscreveu François Hesnault com o fito de testar uma inovação: transmitir imagens diretamente do carro para a televisão graças ao uso de uma câmera onboard. Nos treinos o "bólido tecnológico" ficou em vigésimo terceiro lugar e quebrou após oito voltas. Ressalte-se que um acordo de cavalheiros estabeleceu que Hesnault não marcaria pontos caso terminasse entre os seis primeiros.
Esta foi a última corrida na carreira do alemão Manfred Winkelhock, falecido em 12 de agosto em razão de um acidente sofrido no dia anterior durante os 1000 km de Mosport.

## Classificação

### Treinos oficiais
| Pos     | No | Driver             | Constructor            | Q1       | Q2        | Gap      |
| ------- | -- | ------------------ | ---------------------- | -------- | --------- | -------- |
| 1       | 19 | Teo Fabi           | Toleman-Hart           | 1:17.429 |           | —        |
| 2       | 28 | Stefan Johansson   | Ferrari                | 1:18.616 | 1:46.919  | + 1.187  |
| 3       | 2  | Alain Prost        | McLaren-TAG/Porsche    | 1:18.725 | 1:43.088  | + 1.296  |
| 4       | 6  | Keke Rosberg       | Williams-Honda         | 1:18.781 | 1:39.547  | + 1.352  |
| 5       | 12 | Ayrton Senna       | Lotus-Renault          | 1:18.792 | 1:36.471  | + 1.363  |
| 6       | 7  | Nelson Piquet      | Brabham-BMW            | 1:18.802 | 1:49.347  | + 1.373  |
| 7       | 11 | Elio de Angelis    | Lotus-Renault          | 1:19.120 | 1:29.714  | + 1.691  |
| 8       | 27 | Michele Alboreto   | Ferrari                | 1:19.194 | 1:41.490  | + 1.765  |
| 9       | 22 | Riccardo Patrese   | Alfa Romeo             | 1:19.338 |           | + 1.909  |
| 10      | 5  | Nigel Mansell      | Williams-Honda         | 1:19.475 | 1:42.050  | + 2.046  |
| 11      | 8  | Marc Surer         | Brabham-BMW            | 1:19.558 | 1:38.330  | + 2.129  |
| 12      | 1  | Niki Lauda         | McLaren-TAG/Porsche    | 1:19.562 | 1:44.330  | + 2.133  |
| 13      | 26 | Jacques Laffite    | Ligier-Renault         | 1:19.656 |           | + 2.227  |
| 14      | 25 | Andrea de Cesaris  | Ligier-Renault         | 1:19.738 | 1:39.623  | + 2.309  |
| 15      | 18 | Thierry Boutsen    | Arrows-BMW             | 1:19.781 | 1:54.674  | + 2.352  |
| 16      | 15 | Patrick Tambay     | Renault                | 1:19.917 | 1:33.373  | + 2.488  |
| 17      | 17 | Gerhard Berger     | Arrows-BMW             | 1:20.666 | 1:41.131  | + 3.237  |
| 18      | 23 | Eddie Cheever      | Alfa Romeo             | 1:21.074 | 1:32.376  | + 3.645  |
| 19      | 3  | Stefan Bellof      | Tyrrell-Renault        | 1:21.219 | 14:04.270 | + 3.790  |
| 20      | 16 | Derek Warwick      | Renault                | 1:21.237 | 1:46.773  | + 3.808  |
| 21      | 10 | Philippe Alliot    | RAM-Hart               | 1:22.017 |           | + 4.588  |
| 22      | 9  | Manfred Winkelhock | RAM-Hart               | 1:22.607 | 1:51.109  | + 5.178  |
| 23      | 14 | François Hesnault  | Renault                | 1:23.161 |           | + 5.732  |
| 24      | 30 | Jonathan Palmer    | Zakspeed               | 1:24.217 | 1:51.833  | + 6.788  |
| 25      | 24 | Huub Rothengatter  | Osella-Alfa Romeo      | 1:26.478 |           | + 9.049  |
| 26      | 4  | Martin Brundle     | Tyrrell-Ford           | 1:27.621 | 1:47.820  | + 10.192 |
| 27      | 29 | Pierluigi Martini  | Minardi-Motori Moderni |          | 1:40.506  | + 23.077 |
| Fontes: |    |                    |                        |          |           |          |

### Corrida
| Pos.    | Nº | Piloto             | Construtor             | Voltas | Tempo/Diferença | Grid | Pontos |
| ------- | -- | ------------------ | ---------------------- | ------ | --------------- | ---- | ------ |
| 1       | 27 | Michele Alboreto   | Ferrari                | 67     | 1:35:31.337     | 8    | 9      |
| 2       | 2  | Alain Prost        | McLaren-TAG/Porsche    | 67     | + 11.661        | 3    | 6      |
| 3       | 26 | Jacques Laffite    | Ligier-Renault         | 67     | + 51.154        | 13   | 4      |
| 4       | 18 | Thierry Boutsen    | Arrows-BMW             | 67     | + 55.279        | 15   | 3      |
| 5       | 1  | Niki Lauda         | McLaren-TAG/Porsche    | 67     | + 1:13.972      | 12   | 2      |
| 6       | 5  | Nigel Mansell      | Williams-Honda         | 67     | + 1:16.820      | 10   | 1      |
| 7       | 17 | Gerhard Berger     | Arrows-BMW             | 66     | + 1 volta       | 17   |        |
| 8       | 3  | Stefan Bellof      | Tyrrell-Renault        | 66     | + 1 volta       | 19   |        |
| 9       | 28 | Stefan Johansson   | Ferrari                | 66     | + 1 volta       | 2    |        |
| 10      | 4  | Martin Brundle     | Tyrrell-Ford           | 63     | + 4 voltas      | 26   |        |
| 11      | 29 | Pierluigi Martini  | Minardi-Motori Moderni | 62     | Motor           | 27   |        |
| 12      | 6  | Keke Rosberg       | Williams-Honda         | 61     | Freios          | 4    |        |
| Ret     | 23 | Eddie Cheever      | Alfa Romeo             | 45     | Turbo           | 18   |        |
| Ret     | 11 | Elio de Angelis    | Lotus-Renault          | 40     | Motor           | 7    |        |
| Ret     | 24 | Huub Rothengatter  | Osella-Alfa Romeo      | 32     | Câmbio          | 25   |        |
| Ret     | 19 | Teo Fabi           | Toleman-Hart           | 29     | Embreagem       | 1    |        |
| Ret     | 12 | Ayrton Senna       | Lotus-Renault          | 27     | Transmissão     | 5    |        |
| Ret     | 16 | Derek Warwick      | Renault                | 25     | Ignição         | 20   |        |
| Ret     | 7  | Nelson Piquet      | Brabham-BMW            | 23     | Turbo           | 6    |        |
| Ret     | 15 | Patrick Tambay     | Renault                | 19     | Spun Off        | 16   |        |
| Ret     | 8  | Marc Surer         | Brabham-BMW            | 15     | Motor           | 11   |        |
| Ret     | 9  | Manfred Winkelhock | RAM-Hart               | 8      | Motor           | 22   |        |
| Ret     | 22 | Riccardo Patrese   | Alfa Romeo             | 8      | Câmbio          | 9    |        |
| Ret     | 14 | François Hesnault  | Renault                | 8      | Embreagem       | 23   |        |
| Ret     | 10 | Philippe Alliot    | RAM-Hart               | 8      | Pressão do óleo | 21   |        |
| Ret     | 30 | Jonathan Palmer    | Zakspeed               | 7      | Alternador      | 24   |        |
| Ret     | 25 | Andrea de Cesaris  | Ligier-Renault         | 0      | Colisão         | 14   |        |
| Fontes: |    |                    |                        |        |                 |      |        |

## Tabela do campeonato após a corrida
| Pos.    | Piloto           | Pontos |
| ------- | ---------------- | ------ |
| 1       | Michele Alboreto | 46     |
| 2       | Alain Prost      | 41     |
| 3       | Elio de Angelis  | 26     |
| 4       | Keke Rosberg     | 18     |
| 5       | Stefan Johansson | 16     |
| Fontes: |                  |        |

| Pos.    | Equipe              | Pontos |
| ------- | ------------------- | ------ |
| 1       | Ferrari             | 65     |
| 2       | McLaren-TAG/Porsche | 46     |
| 3       | Lotus-Renault       | 35     |
| 4       | Williams-Honda      | 24     |
| 5       | Renault             | 15     |
| Fontes: |                     |        |

- Nota: Somente as primeiras cinco posições estão listadas. Entre 1981 e 1990 cada piloto podia computar onze resultados válidos por temporada não havendo descartes no mundial de construtores.